# Nikolai Nikolajewitsch Subow

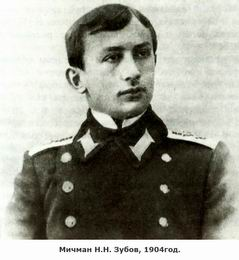
Nikolai Nikolajewitsch Subow

Nikolai Nikolajewitsch Subow (russisch Николай Николаевич Зубов; * 11. Maijul. / 23. Mai 1885greg. in Lipcani, Gouvernement Bessarabien; † 11. November 1960 in Moskau) war ein russisch-sowjetischer Marine-Offizier, Ozeanologe, Polarforscher und Hochschullehrer.

## Leben
Subow war der Sohn des Kavallerie-Offiziers Nikolai Timofejewitsch Subow und der Offizierstochter Ljudmila Erastowna Subowa und hatte neun Geschwister. Subow besuchte in St. Petersburg das 7. Gymnasium und trat mit 10 Jahren in das Kadettenkorps ein. 1901 wechselte er in das Marine-Kadttenkorps. Zu Beginn des Russisch-Japanischen Kriegs 1904–1905 wurde er vorzeitig mit noch nicht 19 Jahren zum Mitschman befördert.
Subow wurde Wachoffizier auf dem noch im Bau befindlichen Linienschiff Orjol. Im Juni 1904 wurde er auf eigenen Wunsch als Wachoffizier auf den Zerstörer Blestjaschtschi unter dem Kommando Alexander Schamows versetzt. In der Seeschlacht bei Tsushima wurde Subow durch Granatsplitter am Bein verwundet, die den Kommandanten Schamow töteten. Die Mannschaft verließ die stark beschädigte Blestjaschtschi, versenkte sie und wurde vom gleichartigen Zerstörer Bodry aufgenommen und nach Shanghai gebracht, wo Subow in ein Hospital kam. Nach der Gesundung kehrte Subow auf dem Hospitalschiff Orjol im November 1905 zurück nach Russland.
Subow studierte an der Marine-Akademie in der Hydrographie-Abteilung mit Abschluss 1910. Als ältester Offizier auf dem Transportschiff Bakan führte er 1912 Vermessungen in der Mitjuschicha-Bucht an der Westküste Nowaja Semljas und am Unterlauf und der Mündung der Pjoscha und in der Tschoscha-Bucht der Barentssee durch. 1913 ließ er sich aufgrund seiner Gesundheitsprobleme im Zusammenhang mit seiner damaligen Verwundung beurlauben. 1914 nahm er in Bergen an internationalen Ozeanographie-Kursen des Geophysik-Instituts teil. Geleitet wurden die Kurse von Bjørn Helland-Hansen, und zu den Lehrern gehörten Fridtjof Nansen und Vilhelm Bjerknes.
Nach Beginn des Ersten Weltkriegs wurde Subow im Oktober 1914 wieder in Dienst gestellt. Er kommandierte den Zerstörer Posluschny als offenbar jüngster Kommandant der russischen Marine. Nach einigen Monaten wurde er als Navigationsoffizier in den Stab des Chefs der U-Boot-Division der Ostsee versetzt. Im Oktober 1915 befand sich Subow an Bord des U-Boots Kaiman, das ein deutsches Dampfschiff kaperte und nach Åbo brachte. Im Dezember 1915 wurde Subow zum Kapitän 2. Ranges befördert. Er veröffentlichte Fachaufsätze zur Navigation insbesondere unter Kriegsbedingungen und lehrte an der Marine-Akademie.
Nach der Oktoberrevolution war Subow nach Ausweis seiner Personalakte im Bürgerkrieg als Oberstleutnant in Koltschaks weißer Armee mobilisiert, aber hatte nicht an Kämpfen teilgenommen.
Auf Initiative Iwan Messjazews wurde per Dekret des Rates der Volkskommissare der RSFSR vom 10. März 1921 das erste sowjetische schwimmende Ozeanologie-Forschungsinstitut Plawmornin zur Erforschung des Arktischen Ozeans mit dem Direktor Messjazew gegründet. Leiter der Hydrologie-Abteilung wurde Subow. 1922 erhielt das Institut als eigenes Forschungsschiff das umgebaute Robbenfangschiff Persei (Perseus) mit 7 Laboratorien für 30 Wissenschaftler. Subows erster Fachartikel zur Ozeanologie wurde 1924 veröffentlicht.
Subow wurde 1924 für vier Jahre nach Tscherdyn im Nordural verbannt. Im Zusammenhang mit dem Industrie-Partei-Prozess wurde er 1930 verhaftet und verbrachte ein Jahr in der Moskauer überfüllten Butyrka.
Für das 2. Internationale Polarjahr (1932–1933) wurde Subow 1931 zum wissenschaftlichen Sekretär des sowjetischen nationalen Komitees für die Durchführung dieses Polarjahrs ernannt. Er sorgte dafür, dass umfangreiche ozeanologische Untersuchungen in den Polargewässern in das Polarjahr-Programm aufgenommen wurden.
Als Erster umrundete Subow 1932 mit dem Segel-Motor-Boot Nikolai Knipowitsch das Franz-Josef-Land im Norden. Die Fahrt gelang ihm aufgrund seiner Kenntnisse und Vorhersagen der günstigen Eisverhältnisse. Seine Ergebnisse lieferten einen wichtigen Beitrag zur Ozeanologie eines Seegebiets, das bisher von keinem Forschungsschiff befahren worden war. Er stellte fest, dass die von Nansen 1895 identifizierten Inseln Eva und Liv, die er nach seiner Frau und Tochter benannt hatte, eine einzige Insel mit einer niedrigen Landenge in der Mitte war, die er aus Respekt vor Nansen Eva-Liv nannte.
Subow wurde 1934 Mitglied des Büros für Eisvorhersage. Er war Mitarbeiter des Moskauer Hydrometeorologischen Instituts, das 1930 aus den geophysikalischen Aktivitäten der Physikalisch-Mathematischen Fakultät der Universität Moskau (MGU) entstanden war. Dort gelang ihm 1932 die Einrichtung eines Lehrstuhls für Ozeanologie, den er bis zum Herbst 1941 leitete.

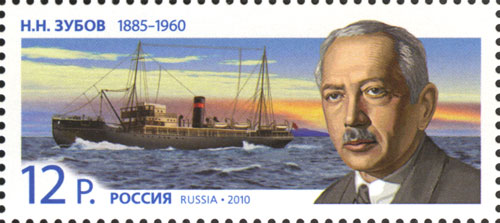
N. N. Subow mit der Sadko (Briefmarke der Potschta Rossii anlässlich des 125. Geburtstags Subows)

In der Hochpolar-Expedition 1935 unter der Leitung Georgi Uschakows auf dem Eisbrecher Sadko war Subow der wissenschaftliche Leiter. Die Sadko erreichte frei fahrend die Rekordbreite 82° 41,6′ nördliche Breite auf 87° östliche Länge. Erstmals gelang es, über den Kontinentalschelf hinaus vorzudringen und die tiefen Gewässer des arktischen Beckens zu erforschen. Einzigartige Sammlungen der Meeresorganismen, Bodensedimente und Wasserproben wurden zusammengestellt. Die Neprimetnyje-Inseln und die Uschakow-Insel wurden entdeckt. Für diese Expedition wurde Subow mit einem in dieser Zeit äußerst seltenen Personenkraftwagen ausgezeichnet.
Subow wurde 1937 auf der Grundlage seiner veröffentlichten wissenschaftlichen Arbeiten ohne Verteidigung einer Dissertation zum Doktor der geographischen Wissenschaften promoviert.
Im Frühjahr 1939 wurde Subow Eis-Luftaufklärer für die Karasee.
Im Deutsch-Sowjetischen Krieg war Subow Stabschef des Eisbrecher-Kommandos der Weißmeer-Flottille. Er sagte die Eisbildung und -auflösung voraus, organisierte die Überfahrt über das Eis der Nördlichen Dwina und plante die Begleitung der Militärtransportschiffe durch Eisbrecher. Im Frühjahr 1943 wurde Subow nun als Kapitän 1. Ranges in Moskau Assistent des Chefs der Hauptverwaltung des Nördlichen Seewegs mit Verantwortung für den wissenschaftlichen Teil. 1944 wurde Subow Chef des Staatlichen Ozeanographie-Instituts und leitete es bis 1948. Anlässlich seines 60. Geburtstags wurde er zum Ingenieur-Konteradmiral befördert.
1948 wurde Subow als Professor an die MGU auf den Lehrstuhl für Hydrologie berufen. Zusammen mit Jewgeni Blisnjak richtete er ein erstes Lehrprogramm für Geographie-Ozeanologie ein. Der 1953 gegründete Lehrstuhl für Ozeanologie der MGU wurde Subow angeboten, der jedoch auf die Leitung unerwartet verzichtete. Er lehrte dort weiter und hielt Vorlesungen über dynamische Ozeanologie, Gezeiten, Meereis und Meeresströmungen.
Subow starb am 11. November 1960 in Moskau und wurde auf dem Nowodewitschi-Friedhof begraben.
Subows Namen tragen ein Forschungsschiff der Russischen Seekriegsflotte, ein Forschungsschiff des Arktischen und Antarktischen Forschungsinstituts, ein Kap Nowaja Semljas, eine Bucht der Mawsonsee und das Föderale Ozeanologie-Institut. Im Bodenkunde-Museum der MGU (24. Etage des Hauptgebäudes) steht eine Büste Subows.

## Ehrungen
- Sankt-Stanislaus-Orden III. Klasse mit Schwertern und Schleife (1905)[1]
- Russischer Orden der Heiligen Anna IV. Klasse für Tapferkeit (1905), III. Klasse mit Schwertern und Schleife (1915)[1]
- Orden des Vaterländischen Krieges I. Klasse (1945)
- Medaille „Für die Verteidigung des sowjetischen Polargebietes“
- Medaille „Sieg über Deutschland“
- Verdienter Wissenschaftler und Techniker der RSFSR (1960)[1]